# Цервікальний слиз

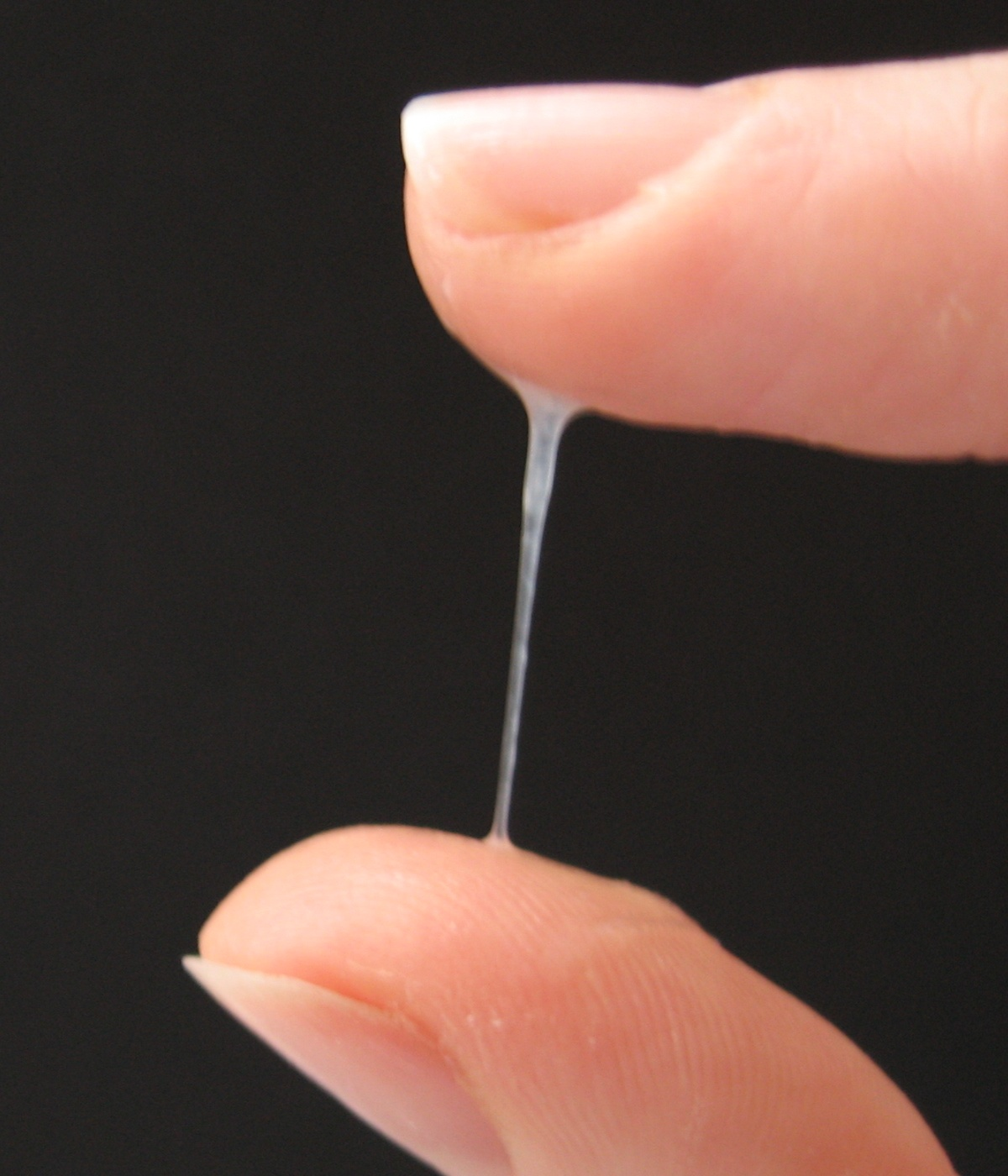
Цервікальний слиз

Самообстеження цервікального слизу

Цервікальний слиз – секрет слизової оболонки в просвіті шийки матки (цервікальному каналі). Від складу і кількості цервікального слизу залежать проникнення сперматозоїда в репродуктивні шляхи жінки і подальше злиття з яйцеклітиною. Тому фізичні й хімічні властивості слизу відіграють важливу роль у настанні вагітності.
Входить до складу вагінальної лубрикації. Кількість цервікального слизу збільшується в період овуляції.
На щоденному спостереженні за цервікальним слизом у складі вагінальної лубрикації заснований цервікальний метод планування сім'ї.